# Kostrzyn
Kostrzyn – miasto w województwie wielkopolskim, w powiecie poznańskim, siedziba gminy miejsko-wiejskiej Kostrzyn. Położone 21 km na wschód od Poznania, 32 km od Gniezna, 27 km od Wrześni oraz 20 km od Środy Wielkopolskiej.
Według danych z 1 stycznia 2019 roku miasto liczyło 9677 mieszkańców.
Przez miasto przebiegają droga ekspresowa S5, droga krajowa nr 92 i linia kolejowa Berlin – Warszawa.

## Historia

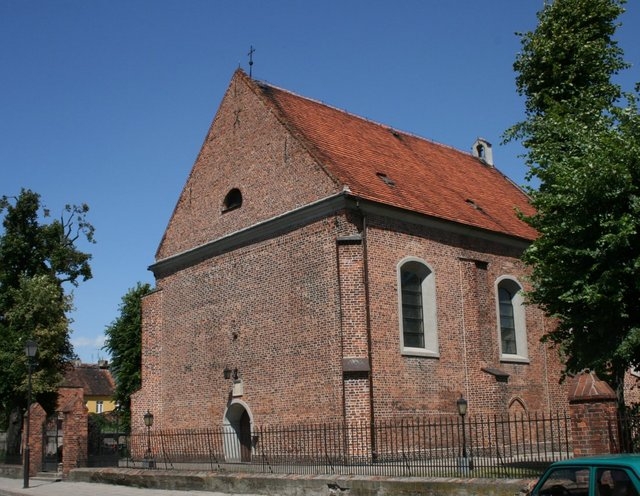
Późnogotycki kościół świętych Apostołów Piotra i Pawła

Pierwsze źródła pisane wspominają Kostrzyn w latach 1187–1193, kiedy to miało istnieć tu opole. Jest w nim mowa o uposażeniu joannitów poznańskich położonych „in costrinensi provincia” – to jest w opolu kostrzyńskim. Dnia 11 listopada 1251 Przemysł I lokował w Kostrzynie miasto na prawie niemieckim, wzorując się na Rogoźnie. Jest to jedna z najstarszych udokumentowanych lokacji miejskich w Wielkopolsce, wyprzedzająca o 2 lata Poznań. Wytyczono wówczas zręby układu urbanistycznego miasta z rynkiem i ulicami oraz ustanowiono władze miejskie. Pierwszym wójtem Kostrzyna był Hermann. W 1218 roku w skład opola kostrzyńskiego wchodziły wsie: Jagodno, Sanniki, Rujsce, Górka, Glinka, Koszuty, Kleszczewo i Czerlejno.
Kostrzyn jest również jednym z najwcześniejszych ośrodków parafialnych w archidiecezji poznańskiej datowanym na XII, a może nawet XI wiek. W 1298 roku na prośbę Jolanty, ksieni klasztoru klarysek w Gnieźnie, miasto i wieś Kostrzyn wraz z patronatem kościoła oraz wsiami Libartowem, Strumianami i Siedlcem zostały nadane temuż zakonowi przez króla Władysława Łokietka. Prywatne miasto duchowne, własność klasztoru klarysek w Gnieźnie, pod koniec XVI wieku leżało w powiecie poznańskim województwa poznańskiego. Zakon klarysek utrzymał w swoim posiadaniu miasteczko i wsie do końca XVIII wieku, tj. do przejścia Kostrzyna pod panowanie Królestwa Prus. W XVI wieku staraniem klarysek gnieźnieńskich wzniesiono w Kostrzynie obecną murowaną świątynię w stylu późnogotyckim – kościół pod wezwaniem św. app. Piotra i Pawła. W 1602 roku utworzony został dekanat kostrzyński obejmujący 14 parafii.
Na przestrzeni wieków Kostrzyn kilkakrotnie był niszczony przez najazdy wojsk. W 1331 roku miasto zostało spalone przez Krzyżaków. W czasie wojny trzynastoletniej Kostrzyn wystawił w 1458 roku 3 pieszych na odsiecz oblężonej polskiej załogi Zamku w Malborku. Kostrzyn został poważnie zniszczony w czasie najazdów szwedzkich w 1656 i w 1705 roku, kiedy to między innymi zrujnowane zostały obydwa kościoły. Kolejne wielkie pożary miały miejsce w 1498 roku, 1528 roku, 1580 roku. 16 września 1644 roku miasteczko zostało podpalone przez Andrzeja Przywartego. Spłonęły wówczas ratusz, mielcuch, browar, stodoły i spora część zabudowy Kostrzyna. Miasto nękane bywało również przez zarazy. Podczas jednej z epidemii w 1655 roku zmarło dwustu siedemdziesięciu mieszkańców Kostrzyna. W chwili wkroczenia do miasteczka wojsk pruskich u schyłku XVIII wieku Kostrzyn liczył 771 mieszkańców, w mieście były czynne szkoła, poczta, ratusz, dwa gościńce i cztery wiatraki.
Podczas rozruchów wojennych w latach 1806–1811 w splądrowanych budynkach plebańskich założono magazyn. W 1813 w pościgu za armią Napoleona zatrzymały się w Kostrzynie oddziały regimentu huzarów rosyjskich. W czasie pobytu Rosjan w dniach 24–28 lutego miał miejsce wielki pożar miasta. Spłonął wówczas znajdujący się na Rynku ratusz wraz z archiwum.
Polscy mieszkańcy miasta aktywnie uczestniczyli w zrywach niepodległościowych XIX i XX wieku. W 1848 roku, podczas Wiosny Ludów, ogłoszono w Kostrzynie niepodległość Polski i zrzucono z budynków orły pruskie. Podczas powstania wielkopolskiego 1918–1919 Kostrzyn zorganizował kompanię oraz pluton powstańczy.
Wielkim wydarzeniem politycznym dla mieszkańców Kostrzyna była wizyta w mieście prezydenta Rzeczypospolitej Polskiej Ignacego Mościckiego, który w czasie pobytu w Wielkopolsce 17 lipca 1926 roku był uroczyście witany na kostrzyńskim rynku.
20 października 1939, w ramach Operacji Tannenberg, Niemcy rozstrzelali na rynku 28 wytypowanych wcześniej mieszkańców – głównie nauczycieli, a także lokalnych patriotów i przedstawicieli inteligencji. Czynny udział w wytypowaniu mieszkańców mieli przedstawiciele miejscowej mniejszości niemieckiej.
18 lipca 1959 roku, przez centrum miasta przejechali Władysław Gomułka oraz radziecki przywódca Nikita Chruszczow, a rok wcześniej w mieście był kardynał Stefan Wyszyński prymas Polski (1958 rok).
W latach 1962–1985 przez Kostrzyn przebiegały droga państwowa nr 17 i droga międzynarodowa E8, zaś do połowy lat 70. także trasa E83.
W latach 1975–1998 miasto administracyjnie należało do województwa poznańskiego.
W czerwcu 2000 roku Kostrzyn gościł prezydenta Aleksandra Kwaśniewskiego.
Radni Rady Miejskiej Gminy Kostrzyn podczas XIV sesji, która odbyła się 26.11.2015 podjęli uchwałę w sprawie nadania nowo powstałemu rondu przy skrzyżowaniu ulic Wrzesińskiej i Powstańców Wielkopolskich w Kostrzynie nazwy Rondo Józefa Wadyńskiego, organizatora plutonu kostrzyńskiego na powstanie wielkopolskie.

## Geografia
Obszar, na którym ulokowało się miasto Kostrzyn i okoliczne wsie wchodzące w skład gminy o tej samej nazwie, leży na Nizinie Wielkopolskiej w regionie Wysoczyzny Gnieźnieńskiej. Część zachodnia tego terenu (wsie Skałowo, Siekierki Wielkie, Siekierki Małe, Trzek i miasto Kostrzyn poza osiedlem w rejonie ul. Powstańców Wlkp.) leży w zasięgu równiny Średzkiej, część wschodnia (Jagodno, Glinka Duchowna, Iwno, Sanniki, Wiktorowo, Siedlec, Brzeźno, Gułtowy) w paśmie Pagórków Kostrzyńskich. Tę nazwę noszą ciągnące się na północ i wschód od Kostrzyna, i dalej w Kierunku Miłosławia wzgórza morenowe pochodzenia polodowcowego. Najbardziej urozmaiconą partią tych pagórków jest Park Krajobrazowy Promno. Pasmo Pagórków Kostrzyńskich nazywanych też Pagórkami Kostrzyńsko-Miłosławskimi wykazuje łagodne, ale wyraźne wypukłości. Najniższy punkt w okolicy położony jest w dolinie Cybiny we wsi Jagodno (80 m nad poziomem morza), najwyższe wzniesienia to pagórki w pobliżu wsi Wiktorowo, Siedleczek i Brzeźno (134 m n.p.m.). Samo miasto Kostrzyn wznosi się średnio 100 m n.p.m. Najwyższy punkt miasta Kostrzyna wznosi się 102,91 m n.p.m.

## Zabytki i turystyka

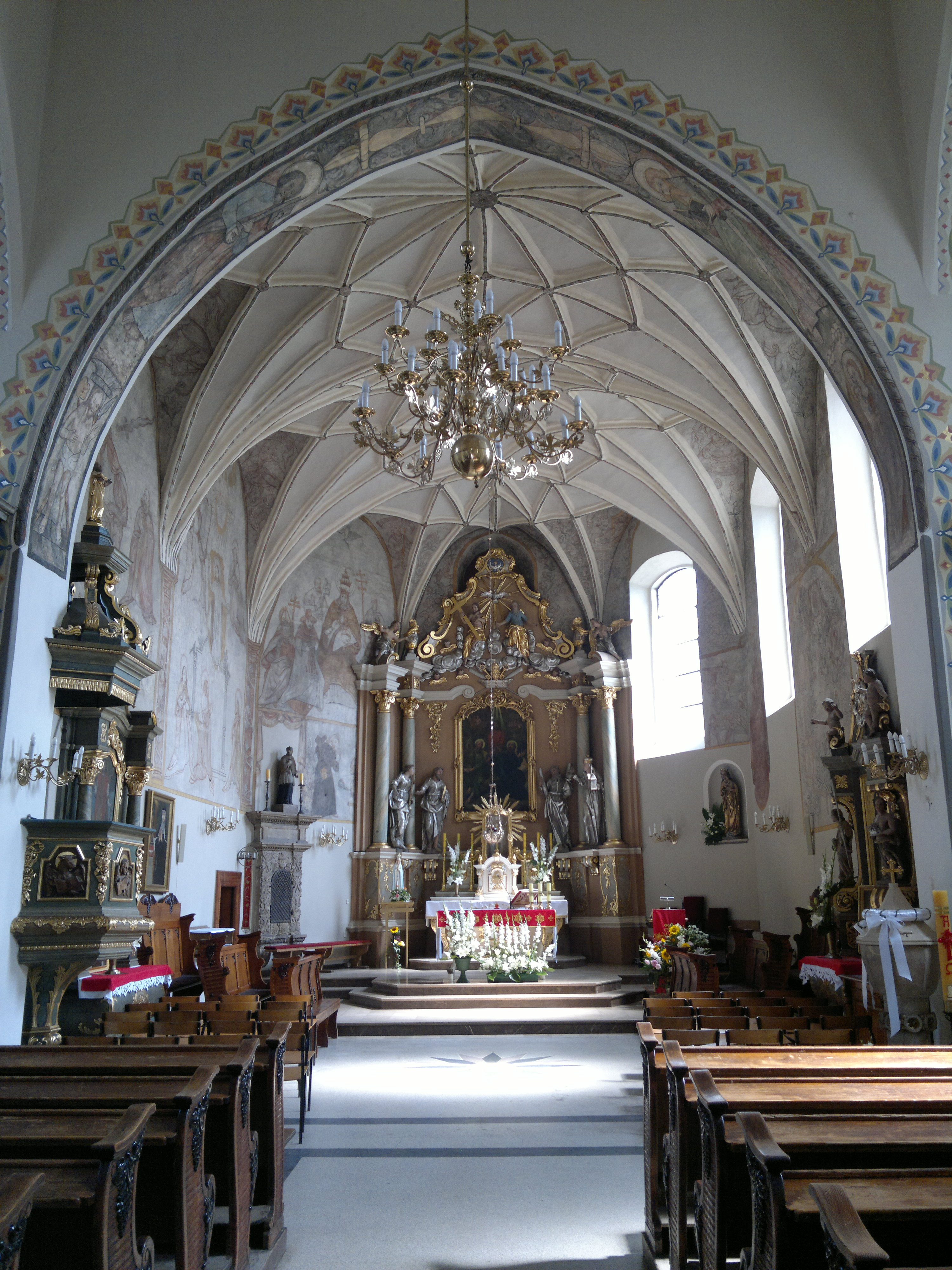
Kościół świętych Apostołów Piotra i Pawła w Kostrzynie – prezbiterium

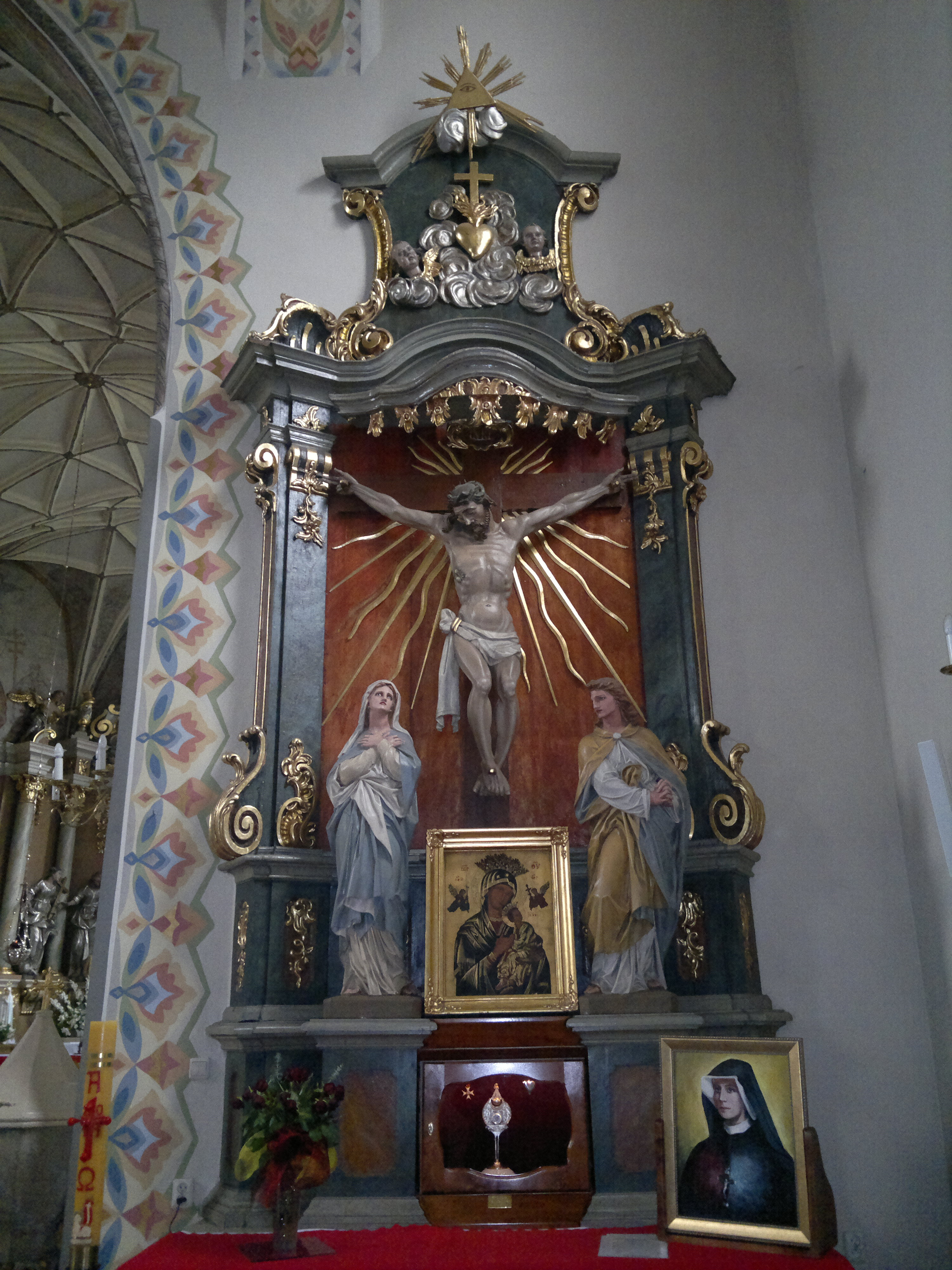
Krucyfiks w kościele świętych Apostołów Piotra i Pawła w Kostrzynie

- Najstarszym zabytkiem jest położony na południe od rynku, późnogotycki kościół pod wezwaniem św. Piotra i Pawła, trzynawowy, spalony podczas wojen szwedzkich, a odbudowany w 1791 r. staraniem klarysek i mieszczan kostrzyńskich, o czym przypomina XVIII-wieczna tablica pamiątkowa wmurowana w mur świątyni[13]. Resztki zniszczonej wieży rozebrano w 1839 r. Zachowała się również dzwonnica, obecnie odrestaurowana, z przełomu XVIII i XIX wieku z trzema zabytkowymi dzwonami. Na jednym z zabytkowych dzwonów znajduje się łacińska inskrypcja z 1712 roku upamiętniająca odbudowę kościoła po wojnach ze Szwecją: „Co wroga ręka Szwedów zburzyła, szczodrobliwością mieszczan kostrzyńskich zostało odbudowane”[14].
- Wartość historyczną mają ciąg domków mieszczańskich zlokalizowanych wzdłuż ulicy Średzkiej[potrzebny przypis], a pochodzących z XVIII wieku (nr 30 i 35) i XIX wieku (nr 2 i 4) oraz dawna szkoła (obecnie Przedszkole miejskie) z 1849 roku, z zabytkowym zegarem.
- Pośrodku rynku stał dawniej ratusz wzniesiony z drewna i gliny, który spłonął w 1813 r. w trakcie odwrotu wojsk napoleońskich z Rosji. Obecny Rynek zabudowany jest domami piętrowymi przeważnie z przełomu XIX i XX wieku. Na rynku, w otoczeniu secesyjnych kamieniczek, wzniesiono pomnik walki i męczeństwa ku czci kostrzynian zamordowanych przez okupanta niemieckiego w latach 1939–1945. Pomnik odsłonięto w 1968 r.
- Na uwagę zasługuje najstarsza osiemnastowieczna kamienica pod numerem 16, ustawiona szczytem do południowych pierzei.
- Brama Cechowa u wylotu ulicy Kościelnej z godłem miasta i herbami rzemiosł.
- Słup Światowida spełniający rolę drogowskazu, pokazującego drogę na Ostrów Lednicki.
- Budynek dawnej poczty dyliżansowej mieszczącej się przy ulicy Poznańskiej.
- Dworek z początku XIX wieku przy ulicy Kościuszki 33.
- Na cmentarzu parafialnym jest grób powstańca z 1863 r. oraz mogiły powstańców wielkopolskich i pomordowanych w latach okupacji. Stary cmentarz parafialny mieszczący się niegdyś w centrum miasta między obecną biblioteką miejską im. Kazimiery Iłłakowiczówny a stacją benzynową został zlikwidowany.
- Figurki Rycerzy Kostro

## Edukacja
W Kostrzynie przy ul. Piasta 1 znajduje się budynek Szkoły Podstawowej im. Ewarysta Estkowskiego. Od roku 1999 w mieście działało również Gimnazjum im. Rady Europy przy ul. Powstańców Wielkopolskich 28a, które po reformie edukacji w 2017/2018 zostało przekształcone w Szkołę Podstawową nr 2.
W mieście działają także przedszkola, zarówno publiczne, jak i prywatne.

## Wspólnoty wyznaniowe
Na terenie Kostrzyna działalność religijną prowadzą:
- Kościół rzymskokatolicki:
  - parafia Świętych Apostołów Piotra i Pawła (kościół farny)
  - parafia bł. Jolanty
- Świadkowie Jehowy:
  - zbór[16]